# 2001 KQ76
2001 KQ76, também escrito como 2001 KQ76, é um objeto transnetuniano (TNO) que está localizado no cinturão de Kuiper, uma região do Sistema Solar. Ele é classificado como um cubewano. O mesmo possui uma magnitude absoluta de 6,8 e tem um diâmetro com cerca de 192 km.

## Descoberta
2001 KQ76 foi descoberto no dia 24 de maio de 2001 pelo astrônomo Marc W. Buie.

## Órbita
A órbita de 2001 KQ76 tem uma excentricidade de 0,030 e possui um semieixo maior de 42,842 UA. O seu periélio leva o mesmo a uma distância de 41,577 UA em relação ao Sol e seu afélio a 44,107 UA.